# Falske nyhedsmedier
Falske nyhedsmedier er hjemmesider og konti på sociale medier, der bevidst udspreder falske nyheder, dvs. usande oplysninger, propaganda og disinformation for at opnå politisk eller økonomisk gevinst. Man har registreret politisk betingede fupnyhedshistorier i lande som Tyskland, Indonesien og Malaysia, samt Sverige, Myanmar og USA.
Mange af siderne stammer fra Rusland, Makedonien og Rumænien.

## Dansk debat om falske nyheder
Der har i 2017 været en debat om falske nyheder.